# Cercospora zeae-maydis
Espèce
Cercospora zeae-maydis est une espèce de champignons ascomycètes de la famille des Mycosphaerellaceae. 
Ce champignon phytopathogène est, conjointement avec Cercospora zeina, l'agent de la maladie des taches grises du maïs (ou cercosporiose du maïs, connue en anglais sous le nom de grey leaf spot disease).

## Liste des non-classés
Selon NCBI (28 juin 2015) :
- non-classé Cercospora zeae-maydis SCOH1-5

## Systématique
Le nom correct complet (avec auteur) de ce taxon est Cercospora zeae-maydis Tehon & E.Y. Daniels, 1925,.

## Étymologie
Son épithète spécifique, zeae-maydis, fait référence au maïs dont le nom scientifique est Zea mays.

## Publication originale
- (en) L. R. Tehon et Eve Daniels, « Notes on the Parasitic Fungi of Illinois: II », Mycologia, Mycological Society of America (d), NYBG et Taylor & Francis, vol. 17, no 6,‎ novembre 1925, p. 240 (ISSN 0027-5514 et 1557-2536, OCLC 1640733, DOI 10.1080/00275514.1925.12020479, JSTOR 3753890).